# Arctotherium
Arctotherium es un género extinto de mamíferos placentarios de la familia Ursidae, conocidos con el nombre común de osos de América del sur. Una diversa y particular fauna de osos de gran tamaño habitaron América del Sur entre 1,2 millones de años y 11 300 años antes del presente, representada por una sucesión de especies de Arctotherium que vivieron desde finales del Plioceno hasta el final del Pleistoceno.

## La migración de los osos a Sudamérica
América del Sur se mantuvo aislada de los otros continentes durante la mayor parte del Cenozoico. El aislamiento finalizó hace unos 3,1 a 2,8 millones de años, con la desaparición de la barrera marina que existía entre el noroeste de Colombia y el sur de Panamá (Coates y Obando, 1996). Luego del establecimiento del istmo de Panamá, se produjo un evento de intercambio faunístico entre América del Norte y América del Sur conocido como Gran Intercambio Biótico Americano o GABI. La mayor parte de las familias del orden Carnivora arribaron a América del Sur durante este evento. 
En América del Sur, donde no existían hasta ese momento carnívoros placentarios (félidos, cánidos, úrsidos, etc.), los inmigrantes holárticos experimentaron una gran radiación adaptativa que resultó en la aparición de nuevos géneros y especies. 
Entre los inmigrantes, los osos tremarctinos se diversificaron en América del Sur durante el Pleistoceno y, excepto una especie, se extinguieron a finales del Lujanense (Pleistoceno tardío). El único Tremarctinae superviviente, el oso de anteojos, vive actualmente en las cordilleras del oeste de América del Sur. No se tiene certeza sobre la participación o no de esta especie en el Gran Intercambio ya que, hasta el momento, no ha sido registrada en estado fósil en ninguna de las Américas. Esto resulta llamativo, ya que la otra especie del género (T. floridanus) se registra en el sur de América del Norte y en América Central desde el Plioceno hasta el Pleistoceno tardío.
Por último, la falta de registro fósil y actual en América del Sur de osos de la subfamilia Ursinae (oso grizzly, negro, polar, etc.) es otra cuestión interesante dado que estos osos se encuentran ampliamente distribuidos en el mundo y ya se encontraban en América del Norte cuando los tremarctinos pasaron el puente entre ambos continentes.

### Los osos fósiles de América del Sur
En América del Sur, existen registros de osos fósiles del género Arctotherium en Venezuela, Bolivia, Brasil, Uruguay, Chile y Argentina, con seguridad desde el Ensenadense (Pleistoceno inferior a medio; ca. 1,2 millones de años antes del presente) hasta el Lujanense superior (Pleistoceno Superior; ca. 11 350 años antes del presente) (Soibelzon, 2002, 2004). 
Como ya fue mencionado, dentro del género Arctotherium se reconocen cinco especies, todas ellas (con la excepción de A. wingei) se registran en la Argentina y fundamentalmente en la región pampeana. Estos osos eran formas de gran tamaño, con masas que iban desde aproximadamente 300 a 1200 kg según las especies y el sexo de los individuos. La especie del Ensenadense (Pleistoceno temprano a medio) es la que presentaba individuos de mayor tamaño, mientras que las especies del Bonaerense (Pleistoceno medio) y Lujanense (Pleistoceno tardío a Holoceno temprano) poseían tamaños relativamente menores. 
Si bien aún no se ha podido determinar con precisión la dieta de cada especie extinta, el estudio de la morfología dentaria indica que probablemente depredaban activamente sobre la diversa fauna de megaherbívoros pleistocénicos (mamíferos de gran tamaño ya extinguidos); por otra parte, las lesiones observadas sobre los dientes indican que también consumían los cadáveres de los animales muertos. Probablemente la cacería activa no haya sido la única vía de obtención de carne fresca, puesto que el gran poderío físico y la ferocidad inherente a todos los osos seguramente les permitía disputar el fruto de la cacería a otros grandes carnívoros del Pleistoceno (lo que se conoce como cleptoparasitismo) como el felino diente de sable. Por comparación con las especies actuales, puede inferirse que consumían también una gran variedad de alimentos tales como insectos y otros pequeños animales. Por último, muchos restos fósiles presentan caries relacionadas con el consumo de alimentos ricos en hidratos de carbono como las frutas o la miel.
El reciente hallazgo en las cercanías de Mar del Plata de una familia, compuesta por una hembra adulta y dos cachorros, de la especie A. angustidens dentro de una cueva excavada en sedimentos asignables al Ensenadense (Soibelzon et al., 2001, 2009) indica que probablemente esa especie utilizaba cuevas como refugio. Esto no implica que los osos excavaran las cuevas, sino que probablemente utilizaban las excavadas por otros mamíferos; probablemente edentados extintos como Glossotherium y Scelidotherium (Vizcaíno et al., 2001).
Aunque no se posee evidencia directa, no se descarta la posibilidad de que estos osos hayan convivido con el hombre, ya que los registros más recientes de osos del género Arctotherium (aproximadamente 11 210 añosantes del presente, Prevosti et al. en prensa y 11 600 ± 130 años antes del presente, Ubilla y Perea, 1999) son coetáneos con los registros más antiguos aceptados de presencia humana en América del Sur (aproximadamente 11 500 años antes del presente).
La extinción de este grupo diverso y bien establecido en América del Sur, puede vincularse primariamente a la desaparición de los megaherbívoros, sus principales presas, pero también puede estar relacionada con los dramáticos cambios ambientales de fines del Pleistoceno y posiblemente con la presión de caza ejercida por el hombre. La posibilidad de que los paleoindios hubiesen cazado osos fue materia de discusión en los círculos científicos durante años, pero recientemente Mather (2002) dio a conocer el hallazgo de varios enterramientos rituales de gran cantidad de osos en América del Norte. Sea cual fuere la causa de desaparición de estos osos, lo cierto es que dejaron de existir, desde al menos ca. 10 300 años antes del presente en las pampas argentinas.

## En Centroamérica
El arqueólogo subacuático Guillermo de Anda Alanís, de la Universidad Autónoma de Yucatán, determinó cuatro cráneos provenientes de una cueva como Arctotherium, pero esto fue discutido por los especialistas Leopoldo Soibelkzon y Blaine Schubert quienes determinaron los restos como Arctodus (oso de rostro corto norteamericano)

## Posible nueva especie
En 2011 fueron encontrados los restos fósiles de un felino prehistórico llamado Panthera balamoides. Sin embargo, se ha sugerido que en realidad pueden ser restos mal identificados de Arctotherium, lo que invalidaría esta especie, y que pertenecería a una especie de Arctotherium, o posiblemente a una nueva especie, Arctotherium balamoides, aunque todavía no está confirmado.[cita requerida]

### Otros artículos sobre el tema
1.	Soibelzon, LH; M Bond. 1998. Los Ursidae (Mammalia: Carnivora) Fósiles de la República Argentina. Expuesto en el X Congreso Latinoamericano de Geología y VI Congreso Nacional de Geología Económica. Con referato. ACTAS I: 275-279. CABA. Sociedad Geológica Argentina
2.	Soibelzon LH, J Gelfo, R Pascuali. 1999. Bioestratigrafía del valle del río Arrecifes, Prov. de Buenos Aires, Argentina. Expuesto en el XIV Congreso Geológico Argentino. Con referato. ACTAS I: 381-384. Salta. Asociación Geológica Argentina
3.	Soibelzon, LH. 2000. Nueva Evidencia Sobre la Relación Filogenética entre los Osos Pleistocenos de América del Sur y del Norte. Asociación Geológica Argentina, Serie D, Publicación Especial N.º 4: 45-50. Buenos Aires.
4.	Cione, AL; MM Azpelicueta, M Bond, AA Carlini, JR Casciotta, MA Cozzuol, M de la Fuente, Z Gasparini, FJ Goin, J Noriega, GJ Scillato-Yané, LH Soibelzon, EP Tonni, D Verzi, MG Vucetich. 2000. Miocene Vertebrates From Paraná, Eastern Argentina. En: Aceñolaza F.G. y Herbst R. (Eds.). El Neógeno de Argentina INSUGEO, serie Correlación Geológica, 14: 191-237, Tucumán.
5.	Soibelzon, LH; EP Tonni, M Bond. 2001. Arctotherium latidens (Ursidae, Tremarctinae) en el Pleistoceno de la Provincia de Buenos Aires, Argentina. Comentarios Sistemáticos y Bioestratigráficos. XI Congreso Latinoamericano de Geología y III Congreso Uruguayo de Geología. Con referato. CD (versión electrónica sin paginación) 6 pp. 
6.	Stucchi, M; AD Torres, LH Soibelzon. 2002. Los parientes desaparecidos del osos frontino (Tremarctos ornatus). Natura 120: 10-15, Venezuela.
7.	Prevosti, FJ; LH Soibelzon; A Prieto; M San Román, F Morello. 2003. The southernmost bear: Pararctotherium (Carnivora, Ursidae, Tremarctinae) in the latest Pleistocene of Southern Patagonia, Chile. Journal of Vertebrate Paleontology 23(3): 709-712.
8.	Cione, AL, EP Tonni, LH Soibelzon. 2003. The broken Zig-Zag: Late Cenozoic large mammal and turtle extinction in South America. Revista del Museo Argentino de Ciencias Naturales "Bernardino Rivadavia" 5(1): 1-19.
9.	Soibelzon, LH; A Carlini. 2004. Deciduous teeth morphology of some tremarctines (Ursidae, Tremarctinae). Descriptions, comparissons and possible phylogenetic implications. Ameghiniana 41(2): 217-224.
10.	Soibelzon, LH. 2004. Revisión sistemática de los Tremarctinae (Carnivora, Ursidae) fósiles de América del Sur. Revista del Museo Argentino de Ciencias Naturales "Bernardino Rivadavia" 6(1): 107-133.
11.	Soibelzon, LH; EP Tonni, M Bond. 2005. The fossil record of the South American Short-faced bears (Ursidae, Tremarctinae). Journal of South America Earth Sciences 20: 105-113.
12.	Soibelzon, E; AA Carlini, EP Tonni, LH Soibelzon. 2006. Chaetophractus vellerosus (Mammalia: Dasypodidae) in the Ensenadan (Early-Middle Pleistocene) of the southeastern Pamean region (Argentina). Paleozoogeographical and paleoclimatic aspects. Neues Jahrbuch für Geologie und Palaeontologie Abh.12: 734-748. 
13.	Soibelzon, LH; MM Cenizo; FJ Prevosti, E Soibelzon, VB Tartarini. 2007. Dos nuevos registros de Dusicyon Hamilton-Smith, 1839 (Canidae, Mammalia) en el Plioceno y Pleistoceno de la región pampeana (Argentina). Aspectos sistemáticos, tafonomicos y bioestratigraficos. V Congreso Uruguayo de Geología. Con referato. CD (versión electrónica sin paginación) 15 pp.
14.	Soibelzon, LH; A Rincón. 2007. The fossil record of the short-faced bears (Ursidae, Tremarctinae) from Venezuela. Systematic, biogeographic, and paleoecological implications. Neues Jahrbuch für Geologie und Paläontologie Abh 245: 287-298.
15.	Cione, AL, EP Tonni, S Bargo, M Bond, AM Candela, AA Carlini, CM Deschamps, MT Dozo, G Esteban, FJ Goin, CI Montalvo, N Nasif, JI Noriega, E Ortiz Jaureguizar, R Pascual, JL Prado, MA Reguero, GJ Scillato-Yané, L Soibelzon, DH Verzi, E Carolina Vieytes, SF Vizcaíno, MG Vucetich. 2007. Mamíferos continentales del Mioceno tardío a la actualidad en la Argentina: cincuenta años de estudios. Ameghiniana Publicación Especial N.º 11: 257-278.
16.	Soibelzon, LH; MR Romero, D Huziel Aguilar, VB Tartarini. 2008. A new finding in the Blancan of the El Salvador indicates the probable dating of the Tremarctinae’s (Ursidae, Carnivora) entrance to South America. Neues Jahrbuch für Geologie und Paläontologie Abh 250 (1): 1-8.
17.	Krause, J; T Unger, A Noçon, A-Sapfo Malaspinas, M Stiller, S-Orestis Kolokotronis, L Soibelzon, H Spriggs, PH Dear, AW Briggs, SCE Bray, S O’Brien, G Rabeder, P Matheus, A Cooper, M Slatkin, S Pääbo, M Hofreiter. 2008. Mitochondrial genomes reveal an explosive radiation of extinct and extant bears near the Miocene-Pliocene boundary. BMC Evolutionary Biology 8: 220-232.
18.	Soibelzon, E; GM Gasparini, AE Zurita, LH Soibelzon. 2008. Las “toscas del Río de La Plata” (Buenos Aires, Argentina). Una actualización paleofaunística. Revista del Museo Argentino de Ciencias Naturales "Bernardino Rivadavia" 19(2): 291-308. 
19.	Goin, FJ; N Zimicz, M de los Reyes, LH Soibelzon. 2009. Largest opossum (Mammalia: Marsupialia: Didelphidae), from the Late Tertiary of the Pampean Region. Zootaxa 2005: 35-46.